# Thanatus flavus
Thanatus flavus là một loài nhện trong họ Philodromidae.
Loài này thuộc chi Thanatus. Thanatus flavus được Octavius Pickard-Cambridge miêu tả năm 1876.